# Рефлекс (ПТКР)
Рефлекс-М (індекс ГРАУ 9К119М, за класифікацією МО США і НАТО AT-11 Sniper, англ. Снайпер) — комплекс керованого танкового ракетного озброєння для боротьби з танками, вертольотами, дотами і іншими високозахищеними наземними, надводними або цілями, які низько летять, на великих дистанціях. Пуск здійснюється з гладкоствольної гармати калібру 125 мм (Т-64, Т-72, Т-80, Т-90, 2А45М «Спрут—Б», 2С25 «Спрут—СД» тощо). Розроблено в тульському КБ приладобудування.
Зміст
1	Ракета
2	Склад
3	Тактика застосування
4	Засоби на основі «Рефлексу»
5	Контракти
6	Примітки
7	Посилання
Ракета[ред. | ред. код]
Question book-new.svg	Цей розділ не містить посилань на джерела.
Ракети 9М119М «Інвар» і 9М119М1 «Інвар—М» твердопаливні, виконані за аеродинамічною схемою «качка». Управління ракетами здійснюється в напівавтоматичному режимі за променем лазера. Особливу увагу було приділено перешкодозахищеності ракети і можливості її застосування в різних кліматичних умовах.
Бойова частина обох ракет — тандемна кумулятивна — на ній розміщені 2 заряди (лідируючий і основний). Лідируючий заряд призначений для знищення динамічного захисту і протикумулятивних екранів. Основний заряд забезпечує пробиття основної броні і знищення техніки.
Для знищення піхоти, інженерних споруд і легкоброньованої техніки був розроблений варіант ракети з термобаричною бойовою частиною.
При експлуатації, ракети не вимагають обслуговування або перевірок і залишаються боєздатними протягом усього терміну служби.
На озброєння ракета 9М119М «Інвар» була прийнята в 1992 році, ракета 9М119М1 «Інвар—М1» у другій половині 1990-х.
Траєкторія польоту — спіраль.